# Spray (Oregon)
Spray is een plaats (town) in de Amerikaanse staat Oregon, en valt bestuurlijk gezien onder Wheeler County.

## Demografie
Bij de volkstelling in 2000 werd het aantal inwoners vastgesteld op 140. In 2006 is het aantal inwoners door het United States Census Bureau geschat op 124, een daling van 16 (-11,4%).

## Geografie
Volgens het United States Census Bureau beslaat de plaats een oppervlakte van 0,6 km², geheel bestaande uit land. Spray ligt op ongeveer 546 m boven zeeniveau.

## Plaatsen in de nabije omgeving
De onderstaande figuur toont nabijgelegen plaatsen in een straal van 44 km rond Spray.